# Бабчицька
Бабчицька (рос. Бабчикская, ур. Бабчинская Балка, крим. Babçıq, Бабчыкъ) — маловодна балка (річка) в Україні, у Ленінському районі Автономної Республіки Крим, Керченський півострів.

## Опис
Довжина річки 8,5 км, площа басейну водозбору 27,9  км², найкоротша відстань між витоком і гирлом — 5,34  км, коефіцієнт звивистості річки — 1,59 . Формується декількома безіменними притоками та загатами.

## Розташування
Бере початок на північній стороні від селища Багерове (крим. Bagerovo) . Тече переважно на північний схід через колишнє село Чокрак-Бабчик і на південно-західній стороні від села Курортне (до 1948 — Мама, крим. Mama)  впадає у Чокрацьке озеро.

## Цікавий факт
- Біля гирла балки на правій стороні розташована гора Ташкалак (128,8 м)[1][4].